# Baeotis kadenii
Baeotis kadenii is een vlindersoort uit de familie van de prachtvlinders (Riodinidae), onderfamilie Riodininae.
Baeotis kadenii werd in 1861 beschreven door C. & R. Felder.